# Józef Lipień
Józef Lipień (* 6. února 1949 Jaczków, Polsko) je bývalý polský zápasník, specializující se na zápas řecko-římský. V roce 1980 na olympijských hrách v Moskvě vybojoval v kategorii do 57 kg stříbrnou medaili.
Startoval na čtyřech olympijských hrách, v roce 1968 v Mexiku byl vyřazen ve třetím kole, v roce 1972 v Mnichově a v roce 1976 v Montréalu v kole čtvrtém. V roce 1973 vybojoval zlato, v roce 1974 a 1975 stříbro na mistrovství světa. V roce 1977 a 1978 vybojoval čtvrté a v roce 1979 šesté místo. V roce 1973 vybojoval šesté a v roce 1978 třetí místo na mistrovství Evropy.
Zápasu se věnoval také jeho bratr, dvojče Kazimierz.